# 玄月
玄 月（げん げつ1965年2月10日 - ）は、小説家、教育者。大阪芸術大学教授。執筆活動の傍ら大阪南船場で文学バー「リズール」を経営している。

## 経歴
大阪市生野区出身。大阪市立南高等学校卒業。高校卒業後はアルバイト、ビアレストラン勤務、父親が経営する町工場の手伝いなど様々な職業を経験する。1994年（平成6年）10月より2年間大阪文学学校在籍し、その後修了生たちと共に同人誌『白鴉』を創刊し執筆活動を始める。
1998年（平成10年）、「舞台役者の孤独」が『文學界』1998年下半期同人雑誌優秀作に選ばれる。1999年（平成11年）、同人誌『樹林』1998年10月号にて掲載された「おっぱい」で第121回芥川賞候補に選ばれる。翌年2000年（平成10年）には、『文學界』1999年11月号にて掲載された「蔭の棲みか」で第122回芥川賞を受賞する。2004年「運河」で第30回川端康成文学賞候補。2016年「三井愛子の悩みごと」で第42回川端康成文学賞候補。また、織田作之助賞青春賞の選考委員も務めていた。
また、2011年（平成23年）1月31日には、文学バー「リズール」を開店する。これは玄月が「本好きで、文学を愛する人たちが横のつながりを持てる場を」と企画したものであり、同じく芥川賞受賞者である辻原登や吉村萬壱らが企画に賛同して出資や蔵書の寄贈をして開店したものである。なお、店名の「リズール」は、フランス語で読書家を意味するものであり、辻原が命名した。

## 受賞歴
- 1998年 - 「異境の落とし児」で第5回神戸ナビール文学賞受賞。
- 1999年 - 「おっぱい」で第121回芥川賞候補。
- 1999年 - 「舞台役者の孤独」で第8回小谷剛文学賞受賞。
- 2000年 - 「蔭の棲みか」で第122回芥川賞受賞。
- 2004年 - 「運河」で第30回川端康成文学賞候補。
- 2016年 - 「三井愛子の悩みごと」で第42回川端康成文学賞候補。

## 作品リスト

### 単行本
- 『蔭の棲みか』（文藝春秋、2000年/文春文庫、2003年）
  - 蔭の棲みか（『文學界』1999年11月号）
  - おっぱい（『樹林』406号）
  - 舞台役者の孤独（『文學界』1998年12月号）
- 『悪い噂』（文藝春秋、2000年6月）
  - 悪い噂
  - 宵闇（『文學界』2000年3月号）
- 『おしゃべりな犬』（文藝春秋、2003年2月）
  - 初出:『文學界』2002年9月号
- 『ほんまに･･･どないなっとんねん』2003年3月、ポプラ社 - エッセイ集
- 『寂夜』（講談社、2003年5月）
  - 繊光（『群像』2001年10月号）
  - 大蛇（『群像』2002年8月号）
  - 焦熱（『群像』2002年11月号）
  - 運河（『群像』2003年1月号）
  - 寂夜
- 『パラドッグス』（アートン、2003年7月）
  - 小説「役立たず」（『文學界』2001年5月号）と森山徹の写真とのコラボレーション。
- 『異物』（講談社、2005年4月）
  - 初出:『群像』2005年2月号
- 『山田太郎と申します』（文藝春秋、2005年6月）
  - ビーバーじゃだめなの？（『文學界』2004年1月号）
  - 虎の習性（『文學界』2004年5月号）
  - あざらし男（『文學界』2004年7月号）
  - たたる象亀（『文學界』2004年10月号）
  - 美しいさなぎ（『文學界』2004年11月号）
  - 梅にカナリア（『文學界』2005年1月号）
  - ある地方都市の
- 『睦言』（アートン、2006年）
- 『眷族』（講談社 2007年）
- 『めくるめく部屋』（講談社 2008年）
- 『狂饗記』（講談社 2011年）

### 単行本未収録作品
- 『亀が泳ぐ』（『新潮』2014年11月号）
- 『占有者』（『三田文学』No.122　2015年夏季号）
- 『楽園』（『新潮』2016年12月号）
- 『無聊の民』（『徳島文學』創刊号2018）
- 『蟹行』（『新潮』2018年8月号）

### 共著
- 『〈在日〉文学全集  玄月・金蒼生』勉誠出版 2006